# 柳澤あゆみ
柳澤 あゆみ (やなぎさわ あゆみ) は日本のジャーナリストで、NHK報道局国際部記者である。

## 経歴
2008年、NHKに入局。初任地は秋田局。2010年に赴任した仙台局では石巻報道室の記者として活動を続けていたが、東日本大震災の発生時には石巻市の雄勝地区で、2日前に起きた“前震”による津波で被害に遭った漁民へ取材を行っていた。本震のあと、大津波からは避難できたものの、雄勝地区から撮影した映像を持ち帰れたのは翌々日であった。
その後は報道局国際部に転じる。2018年夏からはカイロ支局に赴任。中東やアフリカの女性が直面する問題を継続して取材しているが、NHKでは初めて中東地域で活動する特派員になった。